# Вільфред Волохатий
Вільфре́д І або Гіфре́ І на прізвисько Ал-Піло́с «Волохатий» (кат. Guifré el Pilós; бл.840 — 897) — граф Уржельський і Сарданський (870—897), Барселонський і Жиронський (878—897), граф Кунфлену (896—897), граф Узони (886—897), фактично об'єднав Каталонію, був її володарем у період з 878 по 897 роки. Останній граф Барселони, призначений королями Західно-франкського королівства, перший маркграф Іспанської марки, який зробив свої землі спадковим володінням. З ім'ям Вільфреда Волохатого середньовічні іспанські хроніки пов'язували появу Каталонії як самостійної області і виникнення її герба.

## Біографія

### Походження
Середньовічні історики, спираючись на повідомлення хроніки монастиря Сан-Хуан-де-Пенья і хроніки «Діяння графів барселонських», вважали Вільфреда I Волохатого сином якогось Вільфреда Аріаса, представника бічної гілки Каролінгів. За переказами, про які повідомляється в цих хроніках, Вільфред Волохатий був праправнук по чоловічій лінії майордома Франкської держави Карла Мартелла.
Однак згодом, в ході вивчення всіх доступних історичних документів (у тому числі хартій самого графа), було встановлено, що Вільфред був сином графа Урхеля Суніфреда I, який в 844—848 роках був також графом Барселони. Передбачається, що цей Суніфред був сином або графа Каркассона Белла, родоначальника сімейства Беланідів, або графа Узони Бореля. У сучасній історичній науці нащадків графа Суніфреда I Урхельскага прийнято називати Барселонською династією.
Дата народження Вільфреда невідома. Середньовічні хроніки відносять народження графа Вільфреда I до 852 року, але точних підтверджень цієї інформації немає. Його батьківщиною більшість істориків вважає місто Прадес у французькому Руссільйоні. Прізвище Вільфреда I — Волохатий — згадується вже в написаній в XII столітті хроніці «Діяння графів барселонських» і передбачається, що він називався так на противагу своєму сеньйорові, королю Західно-франкської держави Карлу II Лисому.

### Отримання графств
Після поразок, нанесених в 848 році Гильомом Септиманським Суніфреду I Урхельскому і його можливому братові Сунію I Ампурьяскому, Беланіди зберегли у своїй владі тільки графство Каркассон. Тільки в 862 році Карл II Лисий повернув кузеном Вільфреда I, Суніє II і приватні володіння їхніх батьків, графство Ампурьяса.
У червні 870 року на асамблеї біля Атиньї Карл II також повернув і Вільфреду Волохатому володіння його батька: Вільфред став спадкоємцем графа Соломона, який раптово помер. «Хроніка Сан-Хуан-де-ла-Пенья» і «Діяння графів барселонських», свідчення яких сучасні історики відносно ранніх графів Барселони вважають малодостовірними, передають переказ, згідно з яким Соломон був убивцею графа Суніфреда I, але потім і сам був убитий Вільфредом, який помстився за смерть свого батька. Вільфред I став володарем графств Урхель і Сердань. Своєму братові Міро Старшому він віддав графство Кунфлен.
У 876 році граф Вільфред I надав підтримку своїм братам, графу Кунфлена Міро Старшому і ченцеві Суніфреду, а також віконту Нарбони Ліндою у війні, яку ті почали з маркгафом Готії Бернаром. У результаті походу, здійсненого у володіння Бернара, Міро і його союзникам вдалося захопити графство Руссільйон і вигнати зі своїх постів в контрольованих ними графствах всіх союзників Бернара Готського, не тільки мирян, але і священиків (у тому числі, архієпископа Нарбони Сігебута). Перемозі над головою Септіманії сприяв і бунт, який граф Бернар підняв проти короля Людовика II Заїки. Собор у Труа, який відбувся в серпні-вересні 878 року під головуванням папи римського Іоанна VIII, засудив Бернара Готського як зрадника. На соборі як представники від Іспанської марки були присутні Вільфред Волохатий, граф Кунфлена Міро I, граф Ампурьяса Суній II і граф Каркассона Аліба II, а також єпископ Ельзи Адесінд, єпископ Жерони Театариа, єпископ Барселони Фродаїн і єпископ Урхеля Галдарик. 11 вересня собор ухвалив рішення позбавити Бернара всіх його володінь, частину яких король Людовик II віддав Вільфреду Волохатому і його родичам. Сам Вільфред I отримав графство Барселона, Жерона і Бесалу (останнє він тут же передав своєму молодшому братові Радульфу з умовою, що після смерті Радульфа Бесалу перейде до нащадків Вільфреда). Незважаючи на засудження папою римським графа Міро і ченця Суніфреда, які під час походу 876 року завдали великої шкоди церквам і монастирям у володіннях Бернара Готського, Міро зберіг за собою графство Руссільйон, а Суніфред незабаром отримав від своїх братів посаду абата великого монастиря Санта-Марія-де-Арлес у Валеспірі.

### Відносини з королями Західно-франкської держави
Після смерті в 879 році короля Людовика II, а потім його синів Людовика III Молодшого і Карломана II, королем Західно-франкської королівства був обраний імператор Заходу Карл III Товстий. Всі ці монархи безумовно визнавались володарями Іспанської марки своїми сюзеренами. У 881 році до двору Людовика III прибула група каталонських ієрархів (зокрема, брат Вільфреда Волохатого, абат Санта-Марія-де-Арлес Суніфред), яка отримала від короля привілеї, а в 886 році єпископ Жерони Театариа отримав дарчу хартію від імператора Карла Товстого. Однак, в цей же час почався процес ізоляції запіренейскіх володінь Франкської держави від королівської влади: в 880—882 роках каталонські володарі не взяли участь у придушенні повстання Бозона Прованського, а в 885 році не брали участь у загальнодержавній асамблеї в Пантіоні, що обрала Карла III Товстого керівником всієї Франкської імперії.
Коли в 888 році імператор Карл III помер, у всій Франкскій державі почалася криза, пов'язаний з розпадом країни на самостійні королівства. Знать Західно-франкської держави обрала новим королем Одо Паризького, проігнорувавши права на престол малолітнього сина Людовіка III Молодшого, Карла. Представники Іспанської марки не тільки не взяли участь в обранні нового короля, а й не прибули, згідно з традицією, до двору нового короля, щоб отримати від нього підтвердження своїх прав на володіння графствами. Передбачається, що графи Іспанської марки вважали законним спадкоємцем посади Карла, що був Каролінгом, проте ні Вільфред Волохатий, ні інші каталонські графи не вжили жодних заходів, щоб сприяти поверненню Карлу посади, а всі їхні хартії за 888—898 роки датовані роками правління короля Еда. З цього моменту починається поступове відокремлення земель на південь від Піренеїв від Франкської держави. До повного здобуття незалежності Каталонії наприкінці X століття при графі Борей II зв'язки місцевих володарів з королівським двором будуть, в основному, мати лише формальний характер, а поїздки представників Іспанської марки до королів Західно-франкської держави будуть рідкісними.

### Заселення Узони
Після отримання в 878 році земель на південь від Піренеїв, володіння Вільфреда Волохатого представляли собою два ізольовані один від одного анклави — прибережні графства Барселона і Жерона і гірські графства Урхель і Сердань — між якими знаходилася пустельна й малонаселена територія, що сильно постраждала в попередні 50 років як від нападів маврів, так і від повстань проти влади королів франків. Бажаючи розширити і зміцнити свої володіння, граф Вільфред I в 879 році почав заселення порожніх територій, що охоплюють сучасні Рипальес, Валь-де-Лорд, Бергеду, Льюканес, Вік, Маянес, Гульериас, Кардона і Бажес. Серед вжитих ним заходів були видача привілеїв поселенцям і заохочення створення нових громад. Хартія, видана в 888 році Вільфредом Волохатим Картоні і яка збереглася в копії кінця X століття, є одним з найстаріших каталонських фуеро, що дійшли до наших днів. Частина новозаселених земель була включена у вже існуючі графство Урхель і Сердань, а центральні області склали нове графство — Узона, перша згадка про яке відноситься до 885 року, коли сюди був призначений віконт.
Одночасно Вільфред Волосатий вів тут і церковне будівництво: у 880 році він заснував монастир Санта-Марія-де-Риполь (освячення монастиря відбулася 20 квітня 888 року), віддавши сюди як ченця свого сина Радульфа, який нещодавно народився, а в 885 році заснував жіночий монастир Сан-Хуан-де-лас-Абадесас (освячений в 887 році), поставивши тут абатисою свою малолітню дочку Емму. Передання описують численні чудеса, які нібито супроводжували заснування цих монастирів і набуття їх реліквій. Обидва монастиря отримали значні привілеї, в тому числі монастир у Риполі отримав у своє користування всі податки, що сплачуються графу жителями двох прилеглих поселень, третина від податкових зборів з місцевого ринку, імунітет від влади графа в справах про вбивства, грабежі та інших злочинах і право вільно вибирати собі абата згідно зі статутом.
Невелика частина нових земель була включена в єпархію Урхеля. Велика частина, за згодою архієпископа Нарбони Теадарда, який очолював єпархію, до якої входили ці області, увійшла в 886 році у відновлену єпархію Віка, яку очолив єпископ Годмар. Спочатку планувалося, що кафедральний собор нової єпархії буде в місті Узона, але через його повне руйнування Годмар переніс свою резиденцію в селище Вик, де згодом виникло однойменне місто. Нова єпархія отримала від графа Вільфреда численні привілеї, в тому числі, право карбувати графську монету (при цьому третина від загальної кількості зроблених монет єпархія могла залишати собі і використовувати на свої потреби), а в 888 році єпископства Вик було передано поселення Манреса із землями навколо його.
З ім'ям графа Вільфреда I пов'язано і датоване 880 роком перша згадка монастиря Монсеррат, майбутнього духовного символу і релігійного центру Каталонії. З підставою цього монастиря пов'язаний переказ про чудесне воскресіння вбитої дочки графа, Рихільди. Історичні ж документи свідчать, що Рихільда була поставлена графом абатисай цього монастиря вже значно пізніше цієї дати.

### Криза 886—892 років
У 886 році в Іспанській марці почалася політична і церковна криза, пов'язана з наміром графа Паляс і Рибагорси Рамона I і графів Ампурьяса Суніє II зміцнити свою владу за рахунок володінь графа Вільфреда I. Початок кризи поклав підтримані цими графами священик Есклуа, який без згоди архієпископа Теадарда зайняв єпископську кафедру Урхеля і вигнав поставленого тут раніше єпископа Інгаберта, а в 888 році вигнав і нового єпископа Жерони Сервуса, ворога графів Ампурьяса. Есклуа, спільно з єпископами Фрадаїном Барселонським і Годмарам Вікським, висвятив на єпископа Жерони Ермериха. У цьому ж році єпископ Урхеля відновив єпархію з центром коло Ампурьяса, прийнявши її під своє управління, і заснував нову єпархію Паляс, включивши в них ряд селищ, які входили у володіння Вільфреда Волохатого. Есклуа також оголосив про відновлення Архиєпископської кафедри в Таррагоні, яка припинила існування під час мусульманського завоювання Піренейського півострова, одноосібно поклав на себе управління цим архієпископства і зажадав від архієпископа Нарбонна передати до його відання всі єпархії Іспанської марки. Титул архієпископа за Есклуа визнали чотири ієрарха Іспанської марки — єпископи Барселони, Вика, Паляс і Жерони. Передбачається, що Вільфред I Волохатий спочатку схвально поставився до наміру Есклуа домогтися незалежності єпархій Каталонії від Нарбоннской єпархії, так як це дозволило б графу зміцнити свою владу над єпископатом, що знаходяться на території його володінь. Саме тому граф Барселони не вжив жодних заходів, щоб захистити вигнаних єпископів.
Бездіяльність Віфреда I привела графів Ампурьяса до наміру збільшити свої володіння за рахунок земель, які під владою графа Барселони. Бажаючи спертися на авторитет верховної влади монарха Західно-франкської держави, граф Суній II і єпископ Ермерих у 889 році прибутку до двору короля Еда в Орлеані і отримали від нього дарчу хартію, згідно з якою єпископство Жерона отримувала значні володіння в графстві Узона, а покровителями єпархії Жирони оголошувалися графи Ампурьяса. Це була єдина поява одного з графів Іспанської марки при дворі короля Еда за весь час його правління. Підбадьорений королівської підтримкою, граф Ампурьяса після повернення додому захопив графство Жерона, що належить Вільфреду Волохатому, і поставив тут графом свого брата Дела. Пізніше в цьому ж році і архієпископ Нарбони Теадард відвідав короля Західно-франкського королівства і так само отримав від нього хартію, в якій містилася заборона на розчленування володінь Теадарда і створення спеціального архієпископства для Іспанської марки. Втрата Жерони змусило графа Барселони вжити заходів для захисту своїх володінь: в 890 році він вигнав графа Делу з Жерони, примирився з єпископом Вика Годмаром, з яким раніше конфліктував, і висловився різко проти відокремлення єпархій Каталонії від Нарбоннской єпархії. З його допомогою архієпископ Теадард цього року провів в Порті (близько Німа представницький собор, загнавши єпископів Есклуа, Фродаїна і Ермериха. Єпископ Вика отримав прощення. На соборі в Урхеля в 892 році криза була остаточно подолана: графи Рамон I і Суніє II були засуджені, але зберегли свої володіння, єпископи Есклуа Урхельский, Фродаїн Барселонський і Ермерих Жеронський — позбавлені своїх кафедр.
Криза в Іспанській марці 886—892 років показав, що королі Західно-франкської держави за останні 15 років втратили будь-які можливості, щоб впливати на розвиток ситуації в цьому регіоні, в той час як при Карлі Великому, Людовику I Благочестивому і Карлі II Лисому розподіл фьефи між васалами і збереження спокою в церковній області були одними з основних завдань монархів з династії Каролінгів.

### Приєднання Кунфлену
У 896 році помер брат Вільфреда Волохатого, граф Руссільону і Кунфлена Міро Старший. Він не залишив спадкоємців чоловічої статі і після смерті його володіння були розділені: Руссільйон перейшов до його свата, графа Ампурьяса Суніє II, а Кунфлен, разом з Вальеспіром, Капсі і Фенальєдою, був приєднаний до володінь графа Барселони.

### Війни з маврами
Під час правління графа Вільфреда I між графством Іспанської марки і маврами, в основному, зберігався мир, хоча набіги невеликих загонів мусульман на прикордонні райони Барселонського графства тривали. Перше зіткнення між Вільфредом Волохатим і мусульманами відбулося в 884 році. Роком раніше, в 883 році, Леріда Ісмаїл ібн Муса з родини Бану Касі, у відповідь на зміцнення графом Барселони стін коло Кордони, Бергеде, Валь-де-лорд та інших прикордонних фортецях, перебудував і зміцнив фортечні стіни свого міста. Вільфред вважав це будівництво небезпечним для своїх володінь і скоїв напад на Леріда, проте був розбитий, а його армія зазнала важких втрат. Після цього між Барселонським графством і маврами відновився мир, якому сприяли численні повстання в різних частинах Кордовского емірату, в тому числі і в прикордонних з володіннями християн. Мир був розірваний в 897 році новим главою Леріда Лубом II ібн Мухаммадом, які вчинили похід у володіння Вільфреда I. 11 серпня до фортеці Аура (близько Кальдес-де-Мантбуя) відбулася битва між християнами і маврами, під час якої сам Луб ібн Мухаммад завдав списом смертельну рану графу Барселони, від якої той у цей же день помер. Тіло Вільфреда I Волохатого було поховано у заснованому ним монастирі Санта-Марія-де-Риполь, де знаходиться і в даний час.

### Розділ володінь Вільфреда I
За свідченнями різних джерел, після смерті Вільфреда Волохатого його володіння були або відразу розділені між його синами, або деякий час перебували в їх спільному управлінні. Згідно з останньою версією, через малолітство більшості синів Вільфреда, його володіння знаходилися декілька років під керуванням дружини графа, Гуїнідільди, і його старшого сина Вільфреда Бореля, а після повноліття інших синів були розділені між усіма братами. З цього розділу Вільфред II Борель отримав графство Барселону, Жерону і Узону, Міро II Молодший — графство Сердань, Суніфред II — графство Урхел. Таким чином вперше в історії Іспанської марки володіння, що складали її, були передані у спадок без будь-якого узгодження з монархами Західно-франкського королівства.

### Сім'я
Граф Віфльред I Волохатий не пізніше 27 червня 875 року одружився з Гінідільдою (померла між 21 серпня 897 року і 18 лютого 900 року). У кількох підписаних нею хартіях її батьком називається Суніфред, якого ряд істориків ідентифікує з однойменною абатом монастиря в Сент-Марі-де-Лаграсі, сином графа Каркассона АлібА I Згідно ж середньовічної хроніки «Діяння графів барселонських», батьком Гінідільди був граф Фландрії Бодуен I Залізна рука, проте в документах кінця IX століття немає ніяких точних даних про існування у цього графа дочки з таким ім'ям. Дітьми від шлюбу Віфреда I і Гінідільди були :

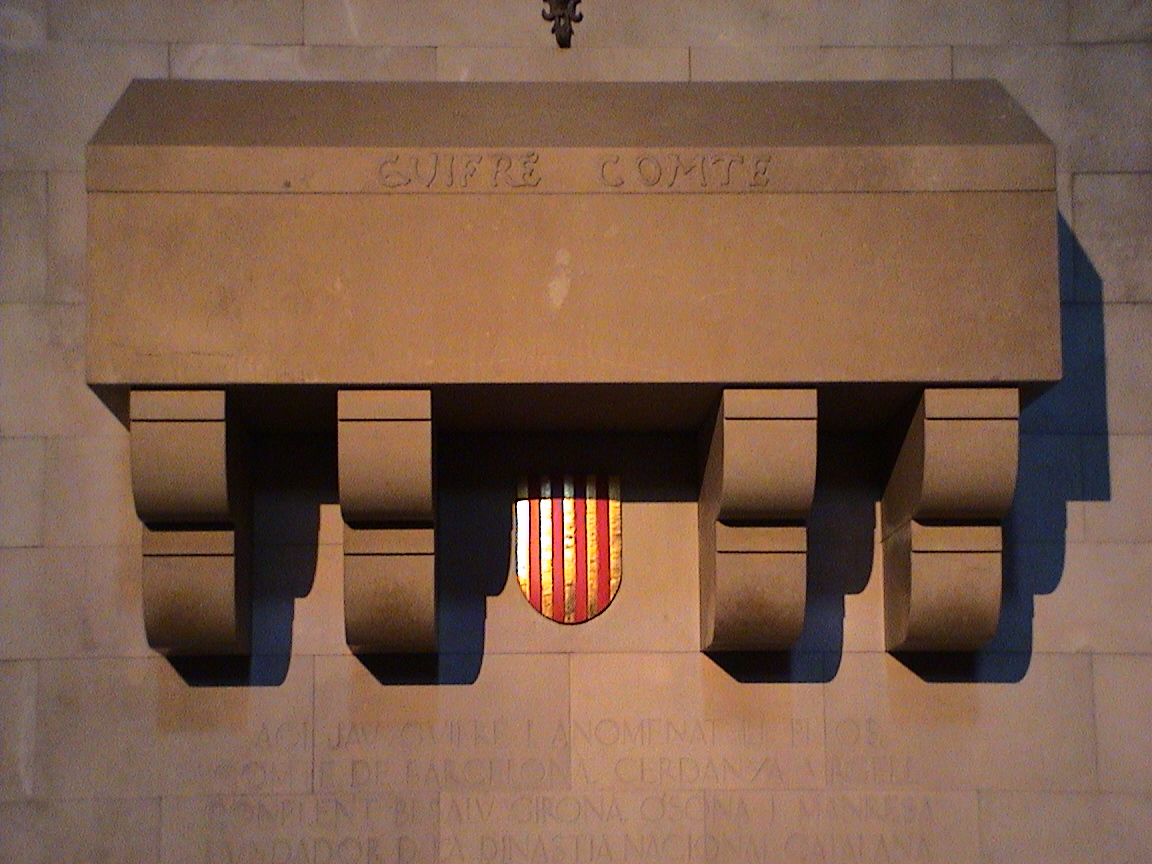
Гробниця Вільфреда І у Ріпольському монастирі.

- Емма (померла в 942) — абатиса монастиря Сан-Хуан-де-лас-Абадесос (885—942)
- Радульф (помер в 942) — єпископ Урхеля (914—942)
- Вільфред II Буррель (помер 26 квітня 911 року) — граф Барселони, Жерони і Узони (897—911)
- Міро II Молодший (помер у жовтні 927 року) — граф Сердань і Кунфлену (897—927) і Бесалу (між 913 і 920—927)
- Суніфред II (помер в 948 році) — граф Урхеля (897—948)
- Сунієр I (помер 15 жовтня 950 року) — граф Барселони, Жерони і Узони (911—947)
- Ермесінда (померла після 13 січня 921 року)
- Кіксілону (померла 22 лютого 945 року) — черниця
- Рихільда (Рикуїльда) (померла раніше 19 квітня 925 року) — абатиса монастиря Монсеррат (з 895)
- ? Гінідільда (згадується 28 вересня 926 року) — передбачається, що її чоловіком був граф Тулузи Раймунд II. Ряд істориків вважають, що вона могла бути дочкою Вільфреда II Бореля.

## Результати управління
Головними підсумками правління Вільфреда I Волохатий стали перетворення Барселонського та інших графств, які становили Іспанську марку, на спадкові володіння і заселення графом центральній частині сучасної Каталонії (Узони).
У Каталонії досить рано почало складатися думка про графа Вільфреда I як про керівника, який поклав початок незалежності цієї території від влади королів франків. Початок цьому процесу поклав єпископ Вика Ідалгуер, який в 906 році написав промову, в якій дуже високо оцінив діяльність графа щодо зміцнення графства і підтримки місцевої Церкви. До кінця XII століття в Каталонії вже склався цілий ряд уявлень, який називав графа Вільфреда повністю незалежним правителем. Їх передає хроніка Діяння графів Барселонських, яка приписує Вільфреду Волохатому діяння, який зробив його онук, граф Борель II. Насправді, графи Барселони продовжували до самого кінця X століття визнавати королів Західно-франкської держави своїми сюзеренами, датували всі свої хартії роками правління цих королів і час від часу відвідували королівський двір Каролінгів, щоб отримати нові або підтвердити старі привілеї. Сучасні історики вважають ізоляцію Барселонського графства час керування Вільфреда I наслідком кризи королівської влади, що охопив в цей час Західно-Франкську державу, через який король Ед був змушений звертати увагу в першу чергу подіям в північній і центральній частині свого королівства, боротьбі з норманами і непокірними васалами.

## Легенда про виникнення герба Каталонії
З ім'ям графа Віфреда I Волохатого перекази пов'язують виникнення історичного герба Каталонії, так званого Las cuarto barras (Чотири смуги). Згідно з легендою, в найбільш повній формі записаної вперше в XV столітті, граф Вільфред I боровся разом з одним з королів Франкської держави проти ворогів монарха. У різних варіантах перекази згадуються імена або імператора Людовика I Благочестивого, або короля Карла II Лисого; ворогами називаються то маври, то нормани. У цій битві Вільфред проявив особливу хоробрість, але отримав важке поранення. Коли він лежав поранений у своєму наметі, його відвідав сам король, який запитав графа, що той хоче в нагороду за свою хоробрість. На це Вільфред відповів, що у нього є золотий щит, але на ньому немає герба, і що найбільшою нагородою для нього буде той герб, який йому дарує король. Тоді монарх опустив чотири своїх пальця в криваві рани Вільфреда і провів ними по щиту чотири вертикальні смуги, які з тих пір стали гербом Барселонської династії. Пізніше це зображення стало гербом королівства Арагон і багатьох підлеглих йому земель. В даний час чотири червоних смуги на золотому тлі присутні на гербах і прапорах кількох автономних співтовариств Іспанії, зокрема Каталонії, Арагона, Балеарських островів та Валенсії, а також безліч муніципалітетів.
Факти, що згадуються в поданні, не ставили під сумнів історики Пізнього Середньовіччя та Нового часу, вважаючи, що легенди помиляються тільки в імені короля. Однак сучасні дослідження повністю спростували можливість того, що в основі легенди лежать справжні історичні події. Було встановлено, що перші достовірні згадки про подібний вид герба Барселонської династії, але ще з невстановленому кінцевим числом смуг (відомий варіант з двома смугами), відносяться тільки до управління графа Барселони Рамона Беренгера IV (середина XII століття), а використовуватися як герб країни він почав тільки при королі Арагона Альфонсо II (кінець XII століття).

## Мапи
- Каталонія у IX ст.
- Колонізація Осони у 870—886 роках
- Каталонські графства у IX—XII ст. [Архівовано 31 січня 2008 у Wayback Machine.]